# Старик с пистолетом
«Старик с пистолетом» (англ. The Old Man & the Gun) — криминальный драматический художественный фильм, написанный и срежиссированный Дэвидом Лоури с Кейси Аффлеком и Робертом Редфордом в главных ролях. Сценарий «Старика с пистолетом» основан на статье Дэвида Грэнна для еженедельника The New Yorker, в которой повествуется о грабителе банков Форресте Такере, которому довелось отсидеть большую часть своей жизни в тюрьме, сбегая из неё 18 раз. Картина, как и статья, будет рассказывать о последних годах жизни Такера.
В американский прокат картина вышла 28 сентября 2018 года.

## Сюжет
Правдивая история неисправимого вора Форреста Такера (Роберт Редфорд), который большую часть жизни посвятил грабежу банков и побегу из тюрем. На закате своей беспокойной «карьеры» 78-летний Таккер снова берётся за любимое дело, невзирая на преследование молодого детектива (Кейси Аффлек) и обязательства перед преданной женой (Сисси Спейсек).

## В ролях
- Роберт Редфорд — Форрест Такер
- Кейси Аффлек — детектив Джон Хант
- Сисси Спейсек — Джуэл
- Дэнни Гловер — Тедди
- Тика Самптер — Морин
- Том Уэйтс — Уоллер
- Элизабет Мосс — Дороти
- Исайя Уитлок-мл. — детектив Джин Дентлер
- Кит Кэррадайн — капитан Колдер
- Джин Джонс — мистер Оуэнс
- Джон Дэвид Вашингтон — лейтенант Келли
- Августин Фриззелл — Сандра

## Производство
В апреле 2013 года стало известно, что Дэвид Лоури напишет сценарий и снимет кино «Старик с пистолетом», по мотивам реальной истории рассказывающей о грабителе банков, которого сыграет Роберт Редфорд.
В октябре 2016 года было объявлено, что Кейси Аффлек войдёт в состав основного каста фильма.
В марте 2017 года к актёрскому составу присоединились ещё ряд актёров: Элизабет Мосс, Том Уэйтс, Дэнни Гловер, Тика Самптер, Сисси Спейсек и Исайя Уитлок мл.
В апреле 2017 выяснилось, что Кит Кэррадайн сыграет капитана полиции, ведущего расследование дела Такера.
Съёмки фильма начались 3 апреля 2017 года и проходили в Цинциннати.

## Прокат
18 мая 2017 кинокомпания Fox Searchlight Pictures объявила о приобретении прав на дистрибуцию картины в Северной Америке и Великобритании.
5 июня 2018 кинокомпания Fox Searchlight Pictures представила первый трейлер к фильму.
Мировая премьера фильма состоялась 31 августа 2018 на кинофестивале в Теллуриде, также был представлен публике на престижном кинофестивале в Торонто 10 сентября 2018.
Изначально датой релиза фильма было 5 октября 2018 года, но позже премьеру перенесли на 28 сентября того же года.

## Критика
Фильм «Старик с пистолетом» получил положительные отзывы критиков. Так, на сайте Rotten Tomatoes фильм имеет рейтинг 90 % свежести на основе 156 рецензий со средним баллом 7.4 из 10. На сайте Metacritic фильм имеет оценку 79 из 100 на основе 43 рецензий критиков, что соответствует статусу «в целом положительные отзывы». В крупнейшей базе данных фильмов IMDb «Старик с пистолетом» имеет средний рейтинг посетителей в 6,7 из 10 (39 736 голосов).

## Награды
| Награда                                    | Категория                                                             | Номинант       | Результат |
| ------------------------------------------ | --------------------------------------------------------------------- | -------------- | --------- |
| Лондонский кинофестиваль (2018)            | «Лучший фильм»                                                        |                | Номинация |
| Кинофестиваль в Торонто (2018)             | «People’s Choice Awards»                                              |                | Номинация |
| Золотой глобус (2019)                      | «Лучший актёр в комедии или мюзикле»                                  | Роберт Редфорд | Номинация |
| Спутник (2019)                             | «Лучший актёр в драматическом фильме» (или независимом и иностранном) | Роберт Редфорд | Номинация |
| Общество кинокритиков Сан-Диего            | «Лучший адаптированный сценарий»                                      | Дэвид Лоури    | Номинация |
| Национальный совет кинокритиков США (2018) | «Десять лучших фильмов»                                               | Дэвид Лоури    | Победа    |